# Dufoursche Drüse

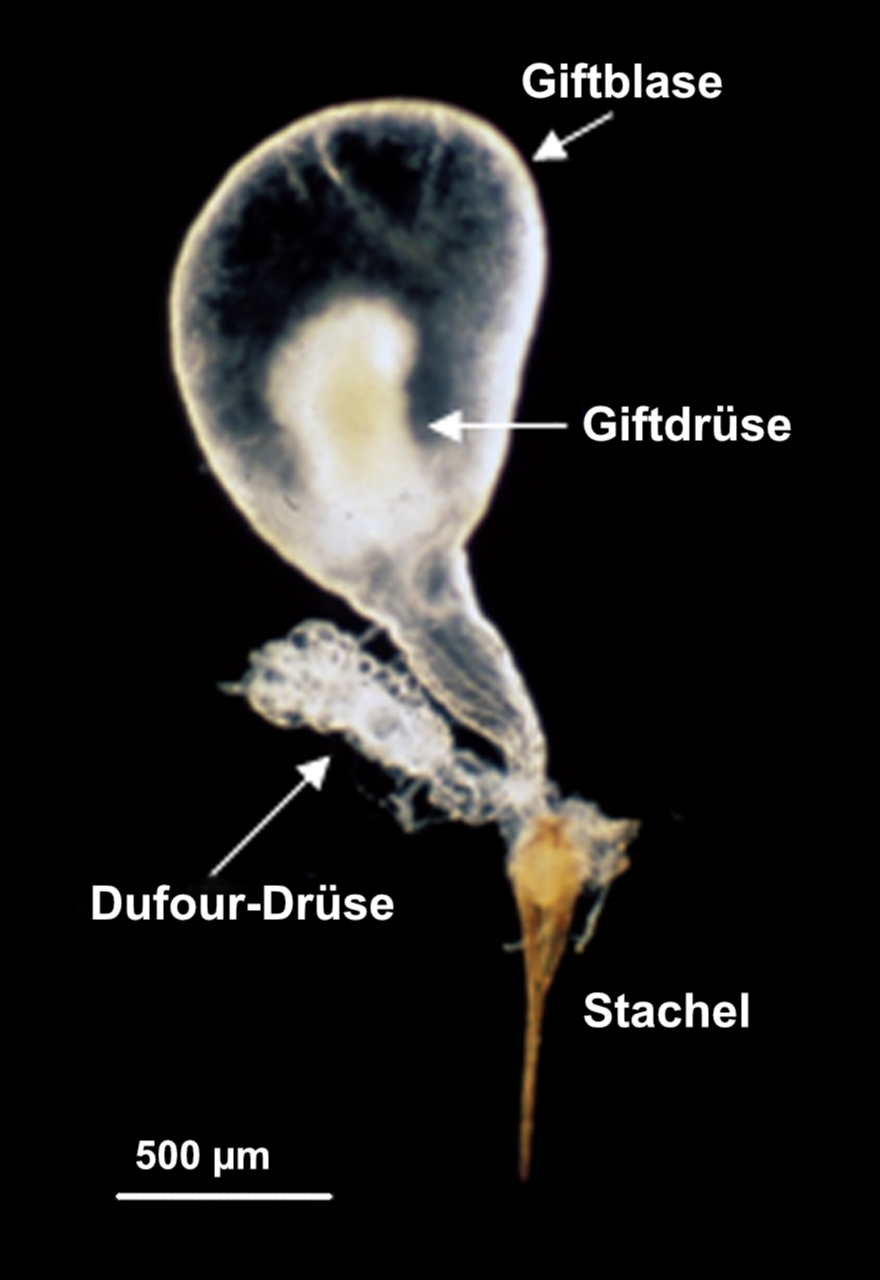
Dufoursche Drüse einer Roten Feuerameise

Die Dufoursche Drüse, auch Dufour-Drüse genannt, ist eine abdominale Drüse bestimmter Insekten. Sie ist ein Teil des Ovipositors bzw. des Stachelapparats bei Weibchen der Taillenwespen. Die Drüse ist vermutlich in der Trias oder im Jura vor ca. 200 Millionen Jahren entstanden, da sie in allen drei Gruppen der Taillenwespen, den Echten Wespen, den Bienen und den Ameisen, vorhanden ist.

## Struktur
Die Dufoursche Drüse wurde 1841 erstmals von Léon Jean Marie Dufour beschrieben. Zusammen mit der Samentasche und der Giftdrüse entwickelt sie sich als Einstülpung an den Klappen des Sternums. Bei Ameisen entleert die Drüse sich an der Basis des Ovipositors, während sie sich bei Bienen und Wespen zur rückenseitigen Wand der Vagina öffnet. Die Dufoursche Drüse ist mit einer einzigen Schicht von Epithelzellen ausgekleidet, die Sekrete in den Hohlraum abgeben. Der Austritt der Sekrete wird vermutlich durch um die Öffnung liegende Muskeln gesteuert.

## Funktion
Die Dufoursche Drüse sondert Chemikalien ab, wobei sich die Aufgaben der Sekrete bei verschiedenen Hautflüglergruppen unterscheiden. Die Chemikalien werden häufig zur Kommunikation genutzt, beispielsweise zum Erkennen von Mitgliedern der eigenen Kolonie und um Fruchtbarkeit zu signalisieren und mögliche Begattungspartner anzulocken. Parasitierende Wespen kennzeichnen mit Sekreten mögliche Wirte. Bei Ameisen können die Chemikalien weitere Funktionen übernehmen, darunter das Markieren des eigenen Territoriums und von Ameisenstraßen sowie das Abgeben von Alarmsignalen an Artgenossen. Manche Ameisen, wie die Amazonenameise, gehen auf Sklavenjagden bei anderen Ameisenarten, wobei ihnen die Pheromone ebenfalls bei der Kommunikation helfen.
Bei der Holzbiene Xylocopa pubescens konnte beobachtet werden, dass Pheromone aus der Dufourschen Drüse zur Markierung von Blüten und Nestern genutzt werden. Andere Funktionen, die nicht der Kommunikation dienen, konnten ebenfalls nachgewiesen werden. Während der Eiablage wird die Röhre des Ovipositors mit Sekret geschmiert, Sekrete werden als Bestandteil des Materials zum Nestbau genutzt, Nahrung für die Entwicklung der Larven wird produziert sowie Sekrete mit Pollen und Blütennektar gemischt, um das Gemisch vor der Eiablage in die Brutzellen zu geben. Bei der sozialen Wespe Parischnogaster mellyi ist eine gut entwickelte Dufoursche Drüse eines der wichtigsten physischen Charakteristika, da bei dieser Art eine große Sekretion aus der Drüse wichtig für die Eientwicklung und die Eiablage ist. Auch verschiedene Sandbienen weisen eine gut entwickelte Dufoursche Drüse auf, die Sekrete zur wasserdichten Auskleidung der Brutzellen und für eine Pilzresistenz produzieren.
Außerdem konnte nachgewiesen werden, dass die parasitische Österreichische Kuckuckswespe Substanzen aus der Dufourschen Drüse abgibt, welche die Oogenese bei Arbeiterinnen unterdrückt, damit die Wirtsarbeiterinnen sich nicht fortpflanzen können.